# Căsoi
Căsoi – wieś w Rumunii, w okręgu Suczawa, w gminie Poiana Stampei. W 2011 roku liczyła 169 mieszkańców. 